# Chartreuse Notre-Dame de Saragosse
Pour les articles homonymes, voir Notre-Dame et Chartreuse Notre-Dame (homonymie).
La chartreuse Notre-Dame-de-la-Conception ou chartreuse de la Conception-de-la-Bienheureuse-Vierge-Marie, espagnol : Cartuja de la Inmaculada Concepción, est un monastère de Chartreux, situé dans le quartier de Saragosse, La Cartuja Baja (es) d'où il tire son nom, à côté de l'Èbre, en Aragón en Espagne. Elle est aussi appelé Chartreuse de Saragosse.

## Histoire
Don Alonso de Funes y Villalpando (†1630), un noble de Saragosse, directeur de l'hôpital de San Felipe y Santiago et député du royaume d'Aragon, déclare en 1629, dans son testament sa volonté de fonder un monastère chartreux en terre aragonaise. À sa mort, son épouse, Doña Jerónima Zaporta y Albión, devient la fondatrice de la nouvelle chartreuse. Les pourparlers commencent en 1630. Elle signe la charte de fondation, le 20 août 1634. Le monastère est installé dans un endroit près de la ville d'Alcañiz appelé la tour Martucos. Le terrain est acheté en 1639 et une communauté installée aussitôt dans les bâtiments préexistants. La présence de troupes françaises lors de la guerre des faucheurs, forcent les Chartreux à quitter les lieux et en 1643 ils déménagent à la Torre de las Vacas ou Torre de Martín Cabrero, qui est le site de l'actuel quartier de la Cartuja Baja à Saragosse.
La première pierre est posée en 1651. La construction est très lente et ce n'est qu'en 1674 que les premiers membres de la communauté arrivent. Les bâtiments conventuels sont achevés en 1693, les obédiences en 1696, l'église en 1718, le tout d’une architecture très simple. Le grand cloître, achevé en 1682, est le plus grand de l’ordre, avec quarante-deux cellules. En 1731, l'église est consacrée. 
En 1767, les chartreux déclarent que le monastère est terminé et qu'il ne reste que neuf cellules à finir du côté Est du grand cloître. Par la suite, certains locaux du monastère tels que la cellule du prieur (1767), l'église (1780) et la cave de l'hôtellerie (1791) sont rénovées. La restauration  de l'église entraîne la rénovation de tout son intérieur, lancée par le frère chartreux Joaquín Gracián en 1780.
Fin août 1802, la chartreuse reçoit la visite de Charles IV et Marie Louise de Bourbon, visite qui témoigne de l'époque faste que traverse le monastère.
La chartreuse est fermée par le régime napoléonien pendant la guerre d'indépendance espagnole de 1808 à 1814. Le gouvernement ordonne la nationalisation des biens des communautés religieuses. La chartreuse devient le siège de l'état-major du général Junot, pendant le siège de Saragosse de 1809.
Plus tard la confiscation du triennat libéral (1820-23), obligent les moines à quitter le monastère. Ils y reviennent en 1823. La chartreuse est définitivement supprimée avec toutes les maisons religieuses d’Espagne, à cause du désamortissement de Mendizábal qui organise la confiscation des propriétés des congrégations en 1835. La chartreuse et ses biens sont mis en vente aux enchères et les moines sont définitivement expulsés.
Le monastère est acquis par plusieurs propriétaires qui louent les terres et les dépendances à des exploitants agricoles qui occupent les cellules des moines et, dans certains cas, les  transforment. 
En 1982, le monastère est déclaré bien d'intérêt culturel et dès lors, la restauration commence, avec l'approbation d'un plan spécifique.
Aujourd'hui, ses bâtiments sont intégrés dans le quartier de Saragosse de la Cartuja Baja et certains sont utilisés comme logements privés. Les dépendances de l'ancien monastère baroque sont préservées: le portail, l'hôtellerie, le magasin, l'église, la tour et la sacristie, l'extérieur du réfectoire, les parties de certaines cellules, une partie de la cour du grand cloître, une partie du mur qui entoure l'enceinte avec ses petites tourelles semi-circulaire. La disposition générale de la chartreuse coïncide avec les rues du quartier actuel.

## Personnalités liées à Val de Christo

### Prieurs
Le prieur est le supérieur d'une chartreuse, élu par ses comprofès ou désigné par les supérieurs majeurs.
- ~1620 : Joseph Morlanez, confesseur de Philippe IV qui le prend dans son palais[3].

- 1644-1645 : Jean-François del Mas (†1648), né à Saragosse, docteur en droit, il prend l’habit à la chartreuse d’Aula Dei en 1632, prieur en 1639, convisiteur de la province de Catalogne en 1641, prieur de Saragosse en 1644, visiteur depuis 1643, revient prieur d’Aula Dei en 1645.

- 1646-1649 : Michel de Dicastillo (†1649), né à Tafalla, de la plus haute noblesse de Navarre, poète sous le pseudonyme de Miguel de Mencos[4], il fait profession à la chartreuse d’Aula Dei en 1626, vicaire et procureur à Las Fuentes, Aula Dei et Saragosse, recteur en 1645, puis prieur.

- 1649-1661 : Jacques de Villaroya (†1665), né à Teruel, il fait profession à la chartreuse d’Aula Dei en 1634,  nommé prieur de Saragosse en 1649, d’où il passe au priorat d’Aula Dei en 1661, en même temps visiteur de la province de Catalogne. Déposé en 1664.

- 1661-1682 et 1684-1695 : Antoine Gascon (†1695), Profès d’Aula Dei, prieur de Saragosse à partir de 1661 et visiteur de Catalogne. Muté brièvement au priorat d’Aula Dei lors de la révolte de cette maison en 1682, il revient comme prieur à Saragosse deux ans plus tard. Reprenant à nouveau le gouvernement d’Aula Dei.

- 1682-1683 : Augustin Pérez de Nagore-Ezquerra (1620-†1705), né à Saragosse de famille noble, il fait profession à la chartreuse d’Aula Dei en 1661,prieur en 1680. Transféré au priorat de Saragosse en 1682, déposé en 1683.